# فولابوك
فولابوك/ڤولابوك (Volapük) هي لغة اصطناعية، اخترعها القس الكاثوليكي الألماني الأصل جوهان مارتن شيلر1839-1912 کمشروع لغة اتصال دولیة في سنة 1879

## تاریخها
عرفت اللغة رواجا سريعا، في سنوات قليلة أكثر من مائة ألف منخرط في أوروبا وأمريكا، انتشرت أولا في النمسا فبحلول عام 1882 تأسست أول مؤسسة متخصصة فقط في نشر اللغة الجديدة.
في 1884 انتشرت في بلجيكا وهولندا، في 1885 أوجوست كيركهوفس بروفيسور بمدرسة الدراسات العليا التجارية بباريس يقوم بنشرها في فرنسا.
كان أوجوست كيركهوفس الدور الكبير في نشرها في كل من إسبانيا وإيطاليا والبرتغال.
بين 1885 و1886 جاء دور السويد وروسيا والدانمارك في 1888 يتعرف الجمهور البريطاني على اللغة.
أوجوست كيركهوفس قدر حوالي 210,000 فرد قام بدراسة الفولابيك، كانت إحصائيات متفائلة مع أن عدد المحبيين للغة كان معتبرا.
في فيينا مثلا وفي شتاء 1886 - 1887 خضر دروس الفولابيك أكثر من 2500 تلميذ
عند حلول 1887 قدرت الجمعيات المهتمة بالفولابيك ب 138 أحدعشر دورية تهتم بالفولابيك
في 1889 تجاوز عدد نوادي الفولابيك 283 والمجلات 25 و 316 طريقة لتعلم الفولابيك ب25 لغة
أنصار الفولابيك أقامو عدة مؤتمرات (ب فريدريشسهافن أوت 1884 وميونخ 1887) لكن ما هي اللغة التي كان يتكلم بها المؤتمرون؟
يقولر.لورنز بروفيسور بمدرسة زوريخ المتعددة التقنيات وعضو البعثة في 1908 «ان مصير الفولابيك تشمع لما حاول أنصار اللغة في 1888التكلم فقط باللغة الجديدة كان الأمر حقا صعبا، وواضحا أنه بنظام كهذا الهدف سيكون صعب المنال» بالرغم من ذلك أسس مؤتمر 1887 ثلاث تنظيمات - جمعية عالمية للفولابيك، أكاديمية الفولابيك وجريدة رسمية للفولابيك يراسها كلها مخترع اللغة.
هذا النجاح الظاهري لم يخف الصراعات الداخلية التي تسببت في زوال اللغة. في الواقع ليس فقط قواعد اللغة التي كانت معقدة بل أيضا مفرداتها بسبب طريقة اشتقاقها الفوضوية مما يجعل تعلمها شبه مستحيل.
جرابوسكي الذي درسها قال للدويك العزر زامنهوف «مخترع الفولابيك لا يجيد تكلم لغته، بينما كنا في محادثة استنجدنا بالقاموس مرات عديدة ولا اعرف أينا تصفح القاموس أكثر من الآخر»
بعض الأنصار اقترح بعض التغييرات وتبسيط القواعد لكن شيلر أعترض بشدة معتبرا أنه صاحب اللغة ومالكها والحيد الذي تخول له سلطة تغيير أي شيء من اللغة. منذها تبعثرت الفولابيك وضهرت للوجود عدة مشاريع (Dil, Dilpok, Nuvo-Volapük, Balta, Spelin, Veltparl, Idiom Neutral)
فقد الفولابيك شيئا فشيئا انصاره، عدد كبير توجه للإسبرانتو، همهم الوحيد كان تحقيق فكرة لغة عالمية بدون الاهتمام للشكل الذي ستأخذه هذه اللغة.

## الأبجدية
للفولابيك أبجدية تتكون من ستة وعشرين حرفا من الأبجدية اللاتينية باستثناء الحرف q و w. الحرف r تم إزالته في البداية لتسهيل نطق فولابيك الآسيوية (مثل FLEN تقال صديق للصديق بالإنجليزية). أخيرا أضيف حرف r إلا أنه غير موجودة تقريبا. كما أن الأبجدية تحتوي على المزيد من الحروف،ä, ö, et ü
| حرف | أصد                                            |
| --- | ---------------------------------------------- |
| a   | مصوت أمامي مفتوح غير مدور]                     |
| ä   | [æ] ou [ɛ]                                     |
| b   | شفتاني وقفي مجهور]                             |
| c   | لثوي غاري مزجي مهموس] ou لثوي غاري مزجي مجهور] |
| d   | لثوي وقفي مجهور]                               |
| e   | مصوت أمامي متوسط مغلق غير مدور]                |
| f   | أسناني شفوي احتكاكي مهموس]                     |

| حرف | أصد                       |
| --- | ------------------------- |
| g   | [ɡ]                       |
| h   | حنجري احتكاكي مهموس]      |
| i   | مصوت أمامي مغلق غير مدور] |
| j   | [ʃ] ou [ʒ]                |
| k   | طبقي وقفي مهموس]          |
| l   | لثوي جانبي شبه صامت]      |
| m   | شفوي أنفي]                |

| حرف | أصد                                         |
| --- | ------------------------------------------- |
| n   | لثوي أنفي]                                  |
| o   | مصوت خلفي متوسط مغلق مدور]                  |
| ö   | [ø]                                         |
| p   | شفتاني وقفي مهموس]                          |
| r   | لثوي تكراري] (أضيفت في 1931)                |
| s   | لثوي احتكاكي مهموس] ou لثوي احتكاكي مجهور ] |
| t   | لثوي وقفي مهموس]                            |

| حرف | أصد                        |
| --- | -------------------------- |
| u   | مصوت خلفي مغلق مدور]       |
| ü   | مصوت أمامي مغلق مدور]      |
| v   | أسناني شفوي احتكاكي مجهور] |
| x   | [ks] ou [gz]               |
| y   | غاري شبه صامت]             |
| z   | [t͡s] ou [d͡z]               |

## الاختلافات
- التعيينات: vol == العالم—vols == العوالم
- المضاف: vola == من العالم—volas == من العوالم
- صيغة المجرور:vole == في العالم—voles == العوالم
- المسؤول: voli == العالم—volis == العوالم

## تشكيل الكلمات
الكلمة تتكون من جذر، والتي يمكن أن تتكون من منحنى واحد أو أكثر من البادئات أو اللواحق، بل قد تتألف من جذران أو أكثر.
VOLAPÜK == لغة عالمية من VOL = العالم و PÜK ==اللغة.
عندما تتعايش جذور متعددة داخل الكلمة نفسها، نضع الكلمة الرئيسية التي تعطي المعنى في النهاية. الصلة تتم دوما بإضافة الحرف (A) لعلامة مضاف).
pokamon = مصروف الجيب
monapok = جيب المصروف
mon يعني المال و pok تعني جيب.
بعض الجذور:
- مستعارة من اللغات الرومية:

DOL : الألم، :::FLUM : نهر، :::KAP: الرأس، :::MILAG : معجزة، :::SAP: الحكمة.
- المستعارة من اللغات الجرمانية:

الألمانية بما يلي:
FAD: سلك، :::FEL : الميدان، :::JÖN : الجمال، :::KET: سلسلة،
والإنجليزية:
BEG: الصلاة، :::KLOT: فستان، :::SMOK : الدخان، :::TIM: الوقت.
بعض اللواحق:
EL: يعني سكان بلد، أوالمنطقة، أوالمدينة. FLENTEL : فرنسي، flentes فرنسا.
EL: يعني أيضا الشخص الذي يعتني بالشيء الذي أعرب عنه جذرية. MITEL : جزار،MIT : اللحم.
AN: كما يشير إلى ذلك الشخص، بلا فكرة النشاط. BÄLEDAN : عجوز، BÄLED العمر.
ÄB : يعني الشخص مع فكرة اللافعل. JELÄB : محبوبي، JEL الحب.
AF: يعني الحيوانات. Jalaf : القشريات، JAL: درع قرني.
EN: يعني الحرفة أو الصناعة. Bilen : مصنع الجعة، BIL البيرة.
ÖP : تعني الأجزاءالخمس من العالم، أو مكان معين. YULÖP : أوروبا. KAFÖP : القهوة (بار) KAF من القهوة (شراب).
EM et ÖM : تعني الجماعات. BLEDEM: أوراق، من BLED: ورق. GADÖM : أدوات الحدائق، GAD : الحديقة.
IK: تشكل الصفة، وIKO، ظرف، انطلاقا من جذر. FAMIK : مجيد FAMIKO : تمجيدا، FAM : المجد.